# Manichéisme (religion)
Pour les articles homonymes, voir Manichéisme.
Cet article concerne la religion. Pour l'attitude simplificatrice consistant à tout ramener à un combat du bien et du mal, voir Manichéisme (attitude).
 (décembre 2008).
Améliorez-le ou discutez des points à vérifier. 
 (septembre 2010).
Si vous disposez d'ouvrages ou d'articles de référence ou si vous connaissez des sites web de qualité traitant du thème abordé ici, merci de compléter l'article en donnant les références utiles à sa vérifiabilité et en les liant à la section « Notes et références ».

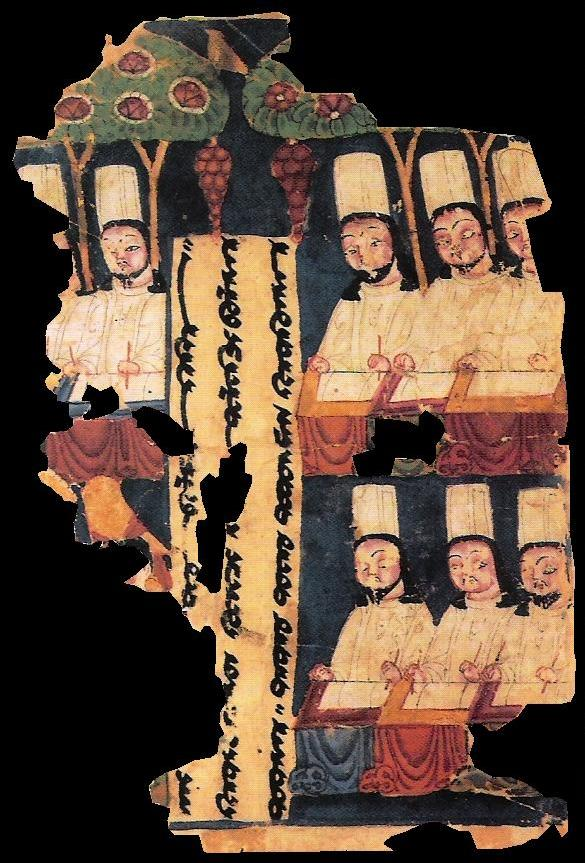
Prêtres manichéistes écrivant sur leur bureau, avec une écriture en sogdien (manuscrit de Qocho, bassin du Tarim).

Le manichéisme (en persan  آیینِ مانی, Āyīn-e Mānī) est une religion fondée par Mani (216-274/277) au IIIe siècle.
C'est un syncrétisme du judaïsme, du bouddhisme, du brahmanisme, du christianisme, et du zoroastrisme qui était la religion officielle de l'empire perse sassanide où le manichéisme est apparu.
Il a pour fondement une séparation du monde entre royaume de la Lumière et royaume des Ténèbres. Par déformation et simplification de cette croyance, on qualifie aujourd'hui de manichéenne une pensée ou une action sans nuances, voire simpliste, où le Bien et le Mal sont clairement définis et séparés.

## Le manichéisme dans l'histoire
Le manichéisme fut créé par Mani, durant le IIIe siècle.
Grâce à la protection du roi de Perse Chapour Ier, Mani put prêcher le manichéisme à travers tout le Moyen-Orient. Sa religion s'est répandue plus tard à travers l'Afrique du Nord et l'Europe jusqu'en Gaule et à travers l'Asie jusqu'en Chine, où on l'appelait le « Bouddha de lumière ». Mani est néanmoins exécuté en 276, et d'autres persécutions contre les manichéens ont lieu dans l'empire perse qui l'a vu naître à partir de 287.
Peintre de grande qualité ainsi que ses disciples et successeurs les plus habiles, Mani créa une tradition d'illustration des manuscrits religieux, qui a bien pu avoir sa part dans la naissance de la miniature persane.
Le manichéisme s'introduisit dans l'Empire romain, notamment en Égypte et en Afrique romaine, et fit l'objet d'un décret de persécution en 297, en raison de sa nouveauté, opposée au culte romain traditionnel, et de son origine persane, donc provenant des ennemis des Romains. Les décrets de tolérance religieuse de 311 et 313 (édit de Milan), principalement énoncés pour arrêter la persécution contre les chrétiens, mirent fin à cette période de persécution.
À la même époque, le manichéisme se répand également dans la péninsule arabique.
Les Ouïghours du Khaghanat de l'Orkhon (744-840), protecteurs de la Chine des Tang à la suite de la rébellion d'An Lushan qui s'acheva en 762, se convertirent au manichéisme à l'exemple de leur khagan Bögü, et leur religion s'épanouit dans ce qui est la Mongolie moderne et le bassin du Tarim jusque vers la fin du Ier millénaire.
La dernière branche de cette religion semble s'éteindre au XIVe siècle en Chine du sud.
Jusqu'au XXe siècle, le manichéisme était une religion connue principalement à travers les écrits de ses adversaires (comme saint Augustin et Sévère d'Antioche). Mais la découverte de plusieurs manuscrits en Chine (cf. manichéisme en Chine) permit de mieux la connaître. 

## Fondements

### La création du monde
On raconte comment, un jour, les esprits des Ténèbres voulurent donner l'assaut au royaume de la Lumière. Ils parvinrent en effet jusqu'à la frontière de ce royaume nitescent  (lumineux, rayonnant) et voulurent en faire la conquête. Mais ils ne pouvaient rien contre le royaume de la Lumière étant donné sa suprasensibilité. Les esprits du royaume de la Lumière prirent alors une partie de leur propre royaume et la mêlèrent au royaume matériel des Ténèbres.
Grâce à ce mélange d'une partie du royaume de la Lumière avec le royaume des Ténèbres, il y aurait eu en quelque sorte dans le royaume des Ténèbres comme un levain, une sorte de substance provoquant la fermentation qui plongea le royaume des Ténèbres dans une danse tourbillonnante chaotique par quoi il reçut un nouvel élément, à savoir la mort — relevant pour l'homme d'une sorte de transsubstantiation.
Cela a lieu tant et si bien que le royaume des Ténèbres se consume constamment lui-même et porte ainsi en lui le germe de son propre anéantissement — ou pour l'homme, d'une transmutation en lumières passant par la formidable coruscation de la mort.
La pensée profonde qui réside dans ce récit est que le royaume des Ténèbres doit être surmonté par le royaume de la Lumière, non par le châtiment, mais par la douceur et l'amour ; non pas en s'opposant au Mal ni en le combattant, mais en se mêlant à lui ; afin de rédimer le Mal en tant que tel.

### Deux mondes distincts
Un des fondements du manichéisme est de séparer le monde en deux :
- le royaume de la Lumière, le royaume de la Vie divine, où s'exprime ce qui est de l'éternité ;
- le royaume des Ténèbres, le royaume de la matière, le royaume des « morts », où s'exprime ce qui est de l'espace/temps.

### L'Homme est double
Selon le manichéisme, la Lumière et les Ténèbres coexistaient sans jamais se mêler. Mais à la suite d'un événement catastrophique, les Ténèbres envahirent la Lumière. De ce conflit est né l'homme (naturel) — son esprit appartient au royaume de la Lumière et son corps appartient au royaume des Ténèbres — ce qui peut transformer la mort non plus en processus destructif mais en processus d'élévation suprême, de libération de l'esprit.
Selon le manichéisme, l'homme naturel est donc double. Il possède :
- un esprit appartenant au royaume de la Lumière — c'est la partie immortelle de l'humain ;
- un corps appartenant au royaume des Ténèbres — c'est la partie mortelle de l'humain.

### Le Bien et le Mal
Selon le manichéisme, le Bien est associé au royaume de la Lumière, alors que le Mal est associé au royaume des Ténèbres. Ce combat entre le Bien et le Mal est un des fondements du manichéisme.
Pour que l'esprit d'un homme puisse, une fois mort, se libérer du cycle des incarnations et arrive donc à rejoindre le royaume de la Lumière, il faut qu'il se détache de tout ce qui est matériel de son vivant.
Selon le manichéisme, la mort matérielle a deux facettes. L'homme qui reste attaché à sa vie matérielle ne permet pas à son esprit de se libérer du royaume des « morts » ; alors que l'homme qui offrira sa vie matérielle à l'esprit en lui par le chemin de l’Évangile, pour celui-là, l'esprit en lui retournera au royaume de la Vie divine. Certains théologiens trouvent une parenté à ce concept dans la phrase que Jésus prononce dans l’Évangile selon Marc (ch 8 verset 35) : « Car celui qui voudra sauver sa vie la perdra, mais celui qui perdra sa vie à cause de moi et de la bonne nouvelle la sauvera. »

## La philosophie complète

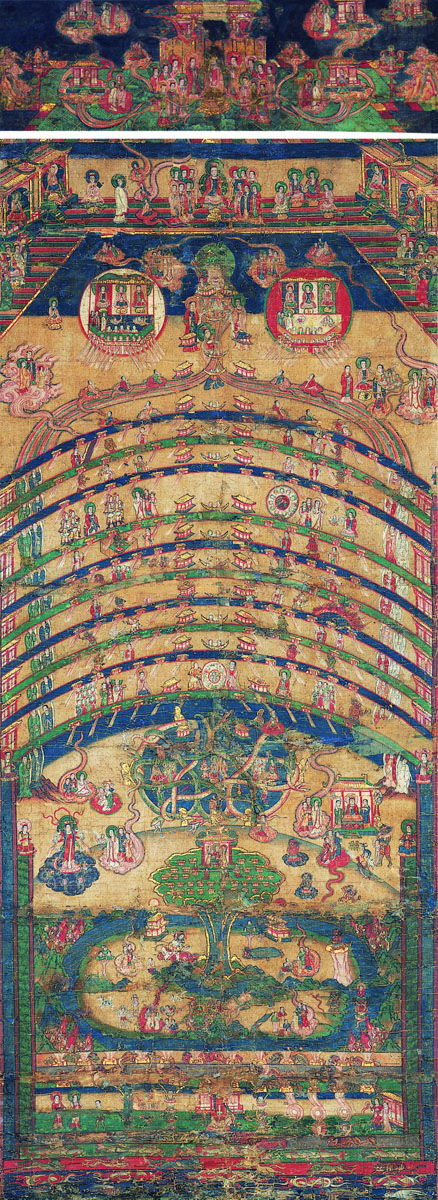
Diagramme manichéen de l'univers dépeignant la cosmologie manichéenne. Peinture chinoise de la dynastie Yuan,.

L’essence même de la philosophie manichéenne est basée sur deux concepts dogmatiques : la division du monde en trois temps et deux entités. Ces théories sont issues du mythe fondateur énoncé par Mani.
D’abord, la division du monde en deux entités. D’un côté, Mani place les Ténèbres, gouvernées par Satan ou « le Prince des Ténèbres » et de l’autre, la Lumière, gouvernée par Dieu. Ce concept si radical s’applique évidemment au monde des idées. En effet, dans la loi manichéenne, il n’y a pas de zone grise, un acte est bon ou mauvais, tout simplement.
Ensuite, la division du monde en trois temps. Elle est intimement liée avec la précédente.
En lieu de premier temps, le moment antérieur. Il est caractérisé par la division absolue et non mélangée du monde entre les Ténèbres et la Lumière. Ces dernières semblent presque ignorer leur existence mutuelle. Puisque les Ténèbres (ni la Lumière d’ailleurs) ne peuvent être anéantis, l’état antérieur est considéré comme un état parfait du monde.
En lieu de deuxième temps, le moment médian ou présent. Celui-ci commence avec la création de l’humanité (voir mythe fondateur). Il est caractérisé par un mélange instable des Ténèbres et de la Lumière.
En lieu de troisième temps, le moment postérieur. Il est en tout point identique au moment antérieur : les âmes humaines (provenant de l’essence de l'homme primordial) reposent au royaume de la Lumière en un immense « karma » lumineux représentant l’homme primordial[pas clair].
Ces divisions du monde ont pour effet que le manichéen tente constamment d’atteindre un idéal : il doit rétablir la division entre Ténèbres et Lumière. D’après le mythe fondateur, l’âme humaine est faite de la Lumière et son corps, des Ténèbres. La relation avec Dieu s’en retrouve donc très intime, celle avec Satan aussi. Le croyant met en contexte l’idéal premier manichéen en le suivant : il doit séparer son esprit de son corps, maximiser l’expansion de celui-là et réduire celle de celui-ci. Pour ce faire, il suivra des règles précises réduisant le plus possible toute forme de matérialisme et de sensualité dans sa vie. Il considérera aussi la matière comme quelque chose de mauvais mais ne la détruira pas puisqu’elle contient la lumière dans le cas des êtres vivants et contient les armes de l’homme primordial dans le cas des éléments non biologiques comme l’eau, l’air etc.
Si le manichéen provoque une rupture entre son esprit et son corps, il espère accéder au royaume de la Lumière et fondre sa particule lumineuse aux autres en un immense « karma » (Mani a été fortement influencé par diverses religions préexistantes à la sienne comme le bouddhisme. Par ailleurs le manichéisme est issu d'une communauté elkasaïte, elle-même produit d'une fusion entre des « osséens » et des Nazôréens de la région de Characène (Mésène)). Sinon, il renaîtra en un autre corps et devra continuer son cheminement jusqu’à ce que la dissociation soit faite.

## Communauté
Deux groupes de manichéens existaient :
- les élus : qui passaient leur temps à prêcher, pratiquaient le célibat et étaient végétariens. Après leur mort, les élus étaient assurés d'atteindre le royaume de la Lumière ;
- les auditeurs : ils devaient servir les élus, pouvaient se marier (mais il leur était déconseillé d'avoir des enfants) et pratiquaient des jeûnes toutes les semaines. Après leur mort, les auditeurs espéraient être réincarnés en tant qu'élus, mais ils devaient passer, pour se purifier, par des cycles plus ou moins longs de réincarnations, « transvasements » (métaggismoï)[7],[8].

Pour que le royaume de la Lumière triomphe sur les Ténèbres, il faut que tous les élus et les auditeurs atteignent le royaume de la Lumière. En réalité, ce n'est pas vraiment un triomphe que les manichéens recherchent, mais un retour à l'état originel, la séparation du Bien et du Mal. Car selon le manichéisme, il est impossible de triompher du mal, car le mal est indestructible. Le seul moyen d'être totalement dans le royaume de la Lumière, c'est de fuir les Ténèbres.

### Hiérarchie
Hiérarchie :
- le Guide (1)
- Ordres majeurs
  - les Docteurs (12)
  - les Ministres (72)
  - les Intendants (360)
- Ordres mineurs
  - les Maîtres de chœur
  - les Prédicateurs
  - les Scribes
  - les Chantresa
- les Laïcs

| Le Guide | Le Guide | Le Guide   | Le Guide | Le Guide | Le Guide | Le Guide    | Le Guide | Le Guide  |
|          | Grec     | Copte      | Latin    | Pehlevi  | Parthe   | Chinois     | Arabe    | Syriaque  |
| -------- | -------- | ---------- | -------- | -------- | -------- | ----------- | -------- | --------- |
| Le Guide | arkhêgos | p-arkhêgos | princeps | sarar    | sarar    | yen-mo 閻默 | imam     | qphalpala |

| 1. — Les Docteurs | 1. — Les Docteurs | 1. — Les Docteurs | 1. — Les Docteurs | 1. — Les Docteurs | 1. — Les Docteurs | 1. — Les Docteurs | 1. — Les Docteurs | 1. — Les Docteurs |
| Synom. :          | Synom. :          | Synom. :          | Synom. :          | Synom. :          | Synom. :          | Synom. :          | Synom. :          | Synom. :          |
|                   | Grec              | Copte             | Latin             | Pehlevi           | Parthe            | Chinois           | Arabe             | Syriaque          |
| ----------------- | ----------------- | ----------------- | ----------------- | ----------------- | ----------------- | ----------------- | ----------------- | ----------------- |
| maîtres           | didaskaloi        | n-sah             | magistri          | hammozagan        | ammozhagan        | mou-chö 慕闍      | mu‘allimun        | malpane           |
| envoyés           | apostoloi         | n-apostolos       |                   | frestagan         |                   |                   |                   |                   |

| 2. — Les Ministres | 2. — Les Ministres | 2. — Les Ministres | 2. — Les Ministres | 2. — Les Ministres | 2. — Les Ministres | 2. — Les Ministres | 2. — Les Ministres | 2. — Les Ministres |
| Synom. :           | Synom. :           | Synom. :           | Synom. :           | Synom. :           | Synom. :           | Synom. :           | Synom. :           | Synom. :           |
|                    | Grec               | Copte              | Latin              | Pehlevi            | Parthe             | Chinois            | Arabe              | Syriaque           |
| ------------------ | ------------------ | ------------------ | ------------------ | ------------------ | ------------------ | ------------------ | ------------------ | ------------------ |
| diacres            |                    | n-shmshete         | diaconi            | ispasagan          | ispasagan          | sa-po-sai 薩波塞   | mushammisun        | mshamshane         |
| évêques            | episcopoi          | n-episcopos        | episcopi           |                    |                    | fou-to-tan 拂多誕  |                    |                    |

| 3. — Les Intendants | 3. — Les Intendants | 3. — Les Intendants | 3. — Les Intendants | 3. — Les Intendants | 3. — Les Intendants | 3. — Les Intendants  | 3. — Les Intendants | 3. — Les Intendants |
|                     | Grec                | Copte               | Latin               | Pehlevi             | Parthe              | Chinois              | Arabe               | Syriaque            |
| ------------------- | ------------------- | ------------------- | ------------------- | ------------------- | ------------------- | -------------------- | ------------------- | ------------------- |
| Les Intendants      | oikodespotai        |                     |                     | mansararan          | mansardaran         |                      |                     |                     |
| Synom. :            |                     |                     |                     |                     |                     |                      |                     |                     |
| prêtres             | presbuteroi         | n-presbuteros       | presbyteri          | mahistagan          |                     | mo-hi-si-tö 默奚悉德 | qissisun            | qashishe            |

| 4. — Les Religieux | 4. — Les Religieux | 4. — Les Religieux | 4. — Les Religieux | 4. — Les Religieux | 4. — Les Religieux | 4. — Les Religieux | 4. — Les Religieux | 4. — Les Religieux |
|                    | Grec               | Copte              | Latin              | Pehlevi            | Parthe             | Chinois            | Arabe              | Syriaque           |
| ------------------ | ------------------ | ------------------ | ------------------ | ------------------ | ------------------ | ------------------ | ------------------ | ------------------ |
| Les Religieux      |                    |                    | religiosi          | denawaran          | denabaran          | tien-na-wu 電那勿  |                    |                    |
| Synom. :           |                    |                    |                    |                    |                    |                    |                    |                    |
| élus               | eklektoi           | n-sôtp             | electi             | wizidagan          | wizhidagan         |                    |                    |                    |
| justes             | dikaioi            | n-dikaios          |                    | ardawan            | ardawan            | a-lo-houan 阿羅緩  | siddiqun           | zaddiqe            |
| parfaits           |                    |                    | perfecti           |                    |                    |                    |                    |                    |
| saints             |                    | netouabe           | sancti             |                    |                    |                    |                    |                    |
| Fonctions :        |                    |                    |                    |                    |                    |                    |                    |                    |
| maîtres de chœur   |                    |                    |                    | afrinsaran         | afriwansaran       |                    |                    |                    |
| prédicateurs       |                    |                    |                    | xrohxwanan         |                    |                    |                    |                    |
| scribes            |                    |                    |                    | dibiran            | dibiran            |                    |                    |                    |
| chantres           | psaltai            | n-psaltês          |                    | mahrsrayan         |                    |                    |                    |                    |

| 5. — Les Laïcs | 5. — Les Laïcs | 5. — Les Laïcs  | 5. — Les Laïcs | 5. — Les Laïcs | 5. — Les Laïcs | 5. — Les Laïcs     | 5. — Les Laïcs | 5. — Les Laïcs |
| Synom. :       | Synom. :       | Synom. :        | Synom. :       | Synom. :       | Synom. :       | Synom. :           | Synom. :       | Synom. :       |
|                | Grec           | Copte           | Latin          | Pehlevi        | Parthe         | Chinois            | Arabe          | Syriaque       |
| -------------- | -------------- | --------------- | -------------- | -------------- | -------------- | ------------------ | -------------- | -------------- |
| auditeurs      |                |                 | auditores      | niyoshagan     | nigoshagan     | nou-cha-yen 耨沙喭 | samma‘un       | shamu‘e        |
| catéchumènes   | katékhoumenoi  | n-katêkhoumenos |                |                |                |                    |                |                |

## Règles
Les principes fondamentaux du manichéen sont de refuser le plaisir de la chair, de ne pas tuer et de ne pas blasphémer. Les manichéens ne possèdent aucune permission, si ce n’est de respecter les rites et les règles qui leur sont imposés. Comme on peut le constater, les règles de cette religion sont à la fois simples et rigoureuses.
Chez les manichéens, un enfant naît élu ou auditeur. Il n’est pas possible de le devenir au cours des années. Le choix se fait en fonction des ancêtres et des familles. La seule façon de changer de classe, selon la religion, est de se réincarner en élu dans une vie ultérieure.[réf. nécessaire]
Les récompenses des religieux vivant au sein de cette religion sont en fait l’ascension dans la hiérarchie. Par contre, passer d’auditeur à élu ne pourra se faire autrement qu’en se réincarnant. Les pénitences, contrairement aux récompenses, constituent la perte d’un grade ou d’un privilège dans la hiérarchie manichéenne.
Comme on peut le constater, la relation qu’entretient le manichéen avec Dieu (la Lumière) se fait par l’intermédiaire de la prière et dans une optique de sainteté. Pour ce faire, les manichéens doivent tout simplement respecter les règles à la lettre.

### Règles des élus
Les règles des élus, beaucoup plus strictes, se divisent principalement en trois sceaux, soit « celui de la main, de la bouche et du sein ». Le « sceau de la main » est la restriction des gestes pouvant briser la vie tels la chasse et la guerre. Le « sceau de la bouche » représente la discipline de la parole et celle du régime alimentaire. Celui-ci interdit la consommation de viande et d'alcool. Le « sceau du sein » représente l’abstinence sexuelle de l’élu. Le but de ceux-ci est d’incarner la perfection afin de montrer l’exemple aux religieux des classes inférieures. Cette perfection est le dernier stade précédant l’accès au « karma » du royaume de la Lumière.
Les cinq commandements des religieux sont énumérés en sogdien dans le M 14v et en copte dans l’hymne 235 pour le Bêma.
| no | Sogdien                | Copte                  |
| -- | ---------------------- | ---------------------- |
| 1. | vérité                 | ne pas mentir          |
| 2. | non-violence           | ne pas tuer            |
| 3. | comportement religieux | ne pas manger de chair |
| 4. | pureté de la bouche    | être pur               |
| 5. | bienheureuse pauvreté  | pauvreté bienheureuse  |

### Règles des auditeurs
Les classes des auditeurs vivent en respectant les « Dix Commandements » de Mani. Ces commandements touchent autant la vie sociale que religieuse des manichéens. Par contre, le mode de vie des deux classes est différent. Ils doivent prier quatre fois par jour, soit pour chacune des quatre positions du soleil, jeûner ainsi que contribuer à l’aumône correspondant environ à un septième des biens qu’ils possèdent. Les manichéens doivent aussi se garder de parler des tentations, celles-ci étant strictement taboues. À travers ces interdits, l’auditeur aura pour objectif d’atteindre un état qui le rendra parfait lors de sa réincarnation. Il sera alors élu.
Le code moral des laïcs :
1. Les dix commandements des laïcs
2. La prière
3. L’aumône
4. Le jeûne
5. La confession des péchés

## Rites
Les manichéens croient en la Lumière, l’image de Dieu et ses serviteurs. Ces entités sont à la fois très près de leur corps et loin de leur réalité. En effet, les manichéens affirment que la Lumière est emprisonnée en eux, mais ne peuvent se la représenter. La prière constitue un des moyens privilégiés du manichéen pour accéder à la Lumière.
La prière quotidienne se pratique individuellement tandis que la confession a lieu devant les élus.[réf. nécessaire] Apparemment, aucun objet n’est nécessaire à l’accomplissement des rites. Les élus se laissent pousser les cheveux, s’habillent en blanc, retranscrivent et étudient les écrits de Mani, chantent sept hymnes par jour, enseignent, s’isolent à la pleine lune et prient sept fois par jour ainsi que durant la majeure partie de la nuit. La plupart des élus sont également nomades.
Les auditeurs, de leur côté, mémorisent les écrits de Mani, chantent quand ils peuvent, prient quatre fois par jour et jeûnent la semaine afin de se préparer à la confesse du lundi. En effet, une confesse a lieu chaque lundi, tandis qu’une autre de plus grande envergure prend place à la fin du mois. Durant celle-ci, les manichéens demandent le grand pardon. Également, à quelques reprises durant l’année, les auditeurs sont appelés à se départir de leurs biens matériels en les offrant à l’Église. Cette pratique est nommée l’aumône. Les élus, ayant fait vœu de pauvreté, se débarrassent systématiquement de leurs biens.[réf. nécessaire]
Les rites sont foncièrement positifs à l’exception de la célébration du Bêma, soit la nouvelle année chez les manichéens fêtée en été (le jour de la fête de Mani). En effet, un jeûne d’un mois presque entier (26 jours) la précède et met en carence de certains éléments nutritifs les élus et les auditeurs, déjà restreints par des habitudes alimentaires pauvres en protéines.[réf. nécessaire]
En ce qui concerne les symboles, le manichéisme n’en possède que très peu. Cette carence repose en partie sur le fait qu’un des Dix Commandements manichéens indique clairement que la représentation de Dieu est proscrite.[réf. nécessaire] Malgré tout, quatre symboles évidents et connus de tous font partie du manichéisme. Les deux premiers symboles sont ceux de la Lumière et des Ténèbres représentées par des teintes contrastantes de noir et de blanc. Le troisième, est la croix de Jésus-Christ, empruntée au christianisme. Néanmoins, elle n’a pas exactement la même signification. Elle signifie l’incarnation de Jésus sous forme humaine pour faire le lien entre l’Homme et Dieu. La souffrance du Christ semble considérée comme le fruit d’une illusion chez les manichéens.[réf. nécessaire] Le quatrième est le serpent, représentant la chair, chose mauvaise.

## Écritures

### Œuvres de Mani
Les œuvres de Mani :
- L’« Évangile »
  - Trois fragments dans le « Codex manichéen de Cologne » (CMC) :
    - p. 66, 4-68, 5 (préambule) : « Moi, Mani, apôtre de Jésus-Christ de par la volonté du Dieu Père de la vérité… »
    - p. 68, 6-69, 8 : Mani déclare que sa mission consiste à révéler au monde, c’est-à-dire devant les fausses religions et les nations païennes, les secrets (aporreta) qui lui ont été confiés sous mode de révélations
    - p. 69, 9-70, 10 : ces révélations sont intervenues au moment où lui, Mani, faisait encore partie de la Loi, c’est-à-dire des Baptistes, lorsqu’il reçut la visite de son « jumeau », le syzygos.
- Le « Shabuhragan »
- Le « Trésor »
  - Titres : « Trésor des vivants » (syriaque : simath hayye) ou « Trésor de la vie » (copte : pthesauros mponh)
  - Trois fragments :
    - Fragment a : al-Biruni, Tahqiq.
    - Fragment b : Augustin, De natura boni, 44 (citation reprise par Évodius, De fide contra Manicheos, 14-16).
    - Fragment c : Augustin, Contra Felicem, II, 5 (citation reprise par Évodius, De fide contra Manicheos, 5).
- Les « Mystères »
  - Titres : Le plan des Mystères (syriaque : raze) ou Livre des Mystères (grec : ta tôn musteriôn, copte : pjôme nmmusterion, arabe : sifr al-asrar)
  - La liste de toutes les sections ou chapitres (abwab) de l’ouvrage, dans la notice d’Ibn al-Nadim dans al-Fihrist :
    1. « Notice sur les Daysanites »
    2. « Témoignage d’Hystaspe sur le Bien-aimé »
    3. « Témoignage… sur son âme par Jacob »
    4. « Le fils de la veuve »
    5. « Témoignage de Jésus sur son âme dans Jude »
    6. « Commencement du témoignage du Juste après son triomphe »
    7. « Les sept esprits »
    8. « Déclaration (al-qaul) sur les quatre esprits éphémères »
    9. « La risée (al-duhka) »
    10. « Témoignage d’Adam sur Jésus »
    11. « Déchoir de la religion »
    12. « Doctrine des Daysanites (= Bardesanites) sur l’âme et le corps »
    13. « Réfutation des Bardesanites concernant l’âme vivante »
    14. « Les trois fossés »
    15. « La préservation du cosmos »
    16. « Les trois jours »
    17. « Les prophètes »
    18. « Le jugement final »
- Les « Légendes »
- L’« Image »
- Les « Géants »
- Les « Lettres »
- Psaumes et Prières

### Autres
La patrologie manichéenne :
- Les récits hagiographiques
  - Le « Codex manichéen de Cologne » (CMC)
  - Les Homélies coptes
  - Les Actes
- Les commentaires doctrinaux
  - Les Kephalaia coptes
  - Les Synaxeis
  - Le Traité chinois
- Les chants sacrés
  - Le Psautier copte
  - Les hymnaires iraniens
  - L’hymnaire chinois
- Les guides pratiques
  - Le « Xwastwanift »
  - Le Compendium chinois

## Mythe fondateur
Ce mythe est celui de la Création, celui racontant la naissance de l’Homme et de la matière. Il s’agit d’un mythe cosmogonique avec substrat préexistant. En effet, la création du monde réside non seulement en l’action d’un dieu supérieur mais aussi en celle de personnages secondaires.
Le mythe fondateur commence dans la période antérieure du temps (voir philosophie). La Lumière (le royaume de Dieu) et les Ténèbres (le royaume du Prince des Ténèbres) sont donc séparés. Résultat du chaos dans ce second royaume, une partie de celui-ci se rapproche assez du royaume de la Lumière pour en apercevoir l’éclat, et désire aussitôt y pénétrer. Dieu mandate alors l’« homme primordial » — engendré par la Mère de la Vie, elle-même issue du sein de Dieu, afin de protéger son royaume. Pour aider l’Homme dans sa tâche, Dieu le pourvoit de cinq auxiliaires puissants : le feu, l’eau, le vent, la lumière et la matière (terre).
Malgré tous les efforts de la Lumière, les Ténèbres l’emportent sur l’Homme. Ce sont cinq archontes qui affrontèrent l’Homme (sans doute à cause du fait qu’il disposait de cinq armes). Les Ténèbres s’emparent alors de l’Homme, et l’enferment en elles-mêmes. Désespéré, l’Homme fait appel à Dieu qui envoie, pour l’aider, l’Esprit de vie. Ce dernier tente de ramener l’Homme vers le royaume de la Lumière par le biais du soleil, de la lune, des plantes qui montent vers le ciel, etc. Mais avant que l’opération s'achève, le Prince des Ténèbres commande à deux démons de s’unir et ainsi de former une contrefaçon de l’Homme primordial, pour y enfermer la dernière parcelle de lumière non aspirée par l’Esprit de vie. L’Homme existe ainsi ; son corps est mauvais, son esprit est bon.

### Père de la grandeur
Père de la grandeur
- Autres noms :
  - Père de la lumière (parthe)
  - Père magnifique des lumières (copte)
  - Père primordial (parthe)
  - Dieu (commun)
  - le Bon Dieu (grec)
  - Dieu Sroshaw (parthe)
  - Zurwan (moyen perse, parthe, sogdien : Azrua, vieux turc : Äzrua)
  - Souverain du paradis (moyen perse, parthe)
  - Dieu souverain du Paradis de la lumière (sogdien)
  - Roi des jardins de la lumière (arabe)
  - Vénérable de la lumière du monde de la lumière pure (chinois)
  - Grand roi (arabe)
  - Roi du monde de la lumière (arabe)
  - Dieu de la vérité (copte)
  - Dieu véritable (parthe)
  - Seigneur du tout (copte)

### Première création
Première création:
1. Mère des vivants
- Autres noms :
  - Mère de la vie (commun)
  - Mère vivante (parthe)
  - Mère excellente ou Bonne Mère (chinois)
  - Mère primordiale (copte)
  - Mère des justes (parthe, sogdien)
  - Mère de la lumière (parthe)
  - Mère du Seigneur Ohrmizd (moyen perse, parthe)
  - Dieu gynémorphe (moyen perse)
  - Dieu dispensateur de paix, de joie (sogdien)
  - Mère joyeuse (arabe)
  - Esprit saint primordial (copte)
  - Grand esprit (copte, parthe)
  - Esprit de la droite (arabe)
  - Esprit saint (commun)

2. Homme primordial
- Autres noms :
  - Seigneur Ohrmizd (moyen perse, parthe, sogdien)
  - Dieu Ohrmizd (vieux turc)
  - Sien-yi 先意 (chinois)

3. Les cinq fils de l’homme primordial
- Autres noms :
  - les cinq dieux (syriaque, vieux turc : Dieu quinaire)
  - les cinq lumières (syriaque, parthe)
  - les fils de la lumière (syriaque)
  - les cinq éléments (syriaque, grec, latin, copte)
  - les cinq corps (arabe, chinois)
  - les cinq membres (grec, arabe)
  - les splendeurs (syriaque)
  - l’armure (commun)
  - Les Saints immortels (= Amahraspandan : moyen perse, sogdien)
  - l’âme, ou Moi (commun)
  - la bonne âme (moyen perse)
  - l’âme vivante (syriaque, copte, parthe, sogdien)
  - Moi lumière (moyen perse, parthe)
  - Moi vivant (moyen perse, parthe, sogdien, vieux turc)
  - Dieu de ce qui est réellement (moyen perse)

| nᵒ | syriaque | copte   | arabe (1) | grec + latin | moyen perse | arabe (2) + vieux turc |
| -- | -------- | ------- | --------- | ------------ | ----------- | ---------------------- |
| 1. | lumière  | lumière | feu       | vent         | air         | brise                  |
| 2. | vent     | feu     | lumière   | lumière      | vent        | vent                   |
| 3. | eau      | eau     | vent      | eau          | lumière     | lumière                |
| 4. | feu      | vent    | eau       | feu          | eau         | eau                    |
| 5. | air      | air     | brise     | [air]        | feu         | feu                    |

### Deuxième création
Deuxième création:
1. Ami des lumières (syriaque, moyen perse, arabe)
- Autres noms :
  - Bien-aimé des lumières (syriaque, parthe, sogdien)
  - Sublime des lumières (moyen perse)

2. Grand architecte (syriaque, moyen perse, parthe, sogdien)
- Autres noms :
  - Dieu artisan de la terre nouvelle (syriaque, moyen perse, parthe)
  - Dieu Bam (parthe < syriaque : ban)
  - Architecte des lumières (moyen perse)

3. Esprit vivant
- Autres noms :
  - Souffle pur (chinois)
  - Démiurge (grec, sogdien : Wishparkar)
  - Dieu Mihr (moyen perse)
  - Seigneur des sept parties du monde (sogdien)
  - Père de la vie (copte)
  - Juge de la vérité (copte)
  - Juste Juge (parthe, sogdien, copte)

4. Les cinq fils de l’esprit vivant
- Autres noms :
  - les saints du macrocosme (chinois)
  - les cinq envoyés de la lumière (chinois)
  - les cinq gardiens qui ne dorment pas (copte)

#### Les cinq fils
1. Ornement de la splendeur (syriaque)
- Autres noms :
  - Qui maintient le monde (sogdien, chinois)
  - Qui retient les splendeurs (latin : Splenditenens, grec : Pheggokatokhos)
  - Maître du pays (moyen perse : dahibed)

2. Grand roi de la magnificence (syriaque)
- Autres noms :
  - Roi d’honneur (latin : Rex honoris)
  - Seigneur du ciel (sogdien)
  - Grand roi des dix cieux (chinois)
  - Maître du poste de garde (moyen perse : Pahrbed/Pahragbed)

3. Adamag-lumière (syriaque, copte)
- Autres noms :
  - Adamas (grec, latin)
  - Héros combattant (latin)
  - Vainqueur qui soumet les démons (chinois)
  - Maître du village (moyen perse : wisbed)
  - Dieu tétramorphe (moyen perse)
  - Seigneur Wahram (sogdien)

4. Roi de la gloire (syriaque, copte, latin : Gloriosus rex)
- Autres noms :
  - Qui accélère la clarté (chinois)
  - Dieu des trois roues (vieux turc)
  - Dieu qui fait monter le souffle, qui évoque l’esprit (moyen perse)
  - Maître de la tribu (moyen perse : zandbed)
  - Terre Spendar-mard (sogdien)

5. Porteur (syriaque)
- Autres noms :
  - Atlas (grec, latin, copte)
  - Omophore (grec, copte, latin : mundum ferens humeris, sogdien)
  - Qui est aux entrailles de la terre (chinois)
  - Maître de la maison (moyen perse : manbed)

### Troisième création
Troisième création :
1. Le messager (syriaque)
- Autres noms :
  - Envoyé (grec, copte)
  - Troisième envoyé (grec, copte, latin : Tertius legatus, parthe, sogdien)
  - Grand envoyé de la lumière bienfaisante (chinois)
  - Laboureur habile (chinois)
  - Dieu Narisah (moyen perse)
  - Dieu Narisaf (parthe, sogdien)
  - Dieu de la terre de la lumière (moyen perse, parthe)
  - Seigneur Zenares (moyen perse)
  - Dieu Mihr (parthe)

2. Jésus-Splendeur (syriaque, moyen perse, parthe)
- Autres noms :
  - Sauveur (grec, copte, latin)
  - Dieu du monde de la sagesse (moyen perse)
  - Envoyé de la lumière (chinois)
  - Christ (copte)

3. Vierge de la lumière (commun)
- Autres noms :
  - les douze vierges (syriaque)
  - les vierges (parthe)
  - les douze vierges de la lumière (syriaque, moyen perse)
  - les douze filles de Dieu (sogdien)
  - les douze souverainetés (parthe)
  - Sadwis (parthe)
  - Manifestation divine gynémorphe (moyen perse)

4. Homme parfait (grec, copte, latin, moyen perse, parthe)
- Autres noms :
  - Wahman (moyen perse, parthe)
  - Intellect-lumière (copte, parthe, sogdien)
  - Grand intellect (copte, moyen perse)
  - Grande lumière (chinois)
  - Homme nouveau (copte, latin, chinois)
  - Colonne de gloire (syriaque, grec, copte, arabe, parthe: Bamistun, sogdien)
  - Srosh/Sraosha juste (moyen perse, sogdien, chinois)
  - Dieu porteur des mondes (moyen perse)
  - Grand Omophore (copte)
  - Gloire de la religion (moyen perse, parthe, sogdien)
  - Dieu pleinement achevé (sogdien)
  - Dieu Nomqutï (vieux turc)

5. Les cinq membres de l’homme parfait (copte, arabe)
- Autres noms :
  - les cinq genres (arabe)
  - les cinq pensées (parthe)
  - les cinq mondes (syriaque, arabe, grec, latin)
  - les cinq éons (grec)
  - les cinq demeures (syriaque)
  - les noms de l’âme (grec)
  - les pères (syriaque)
  - les splendeurs intellectuelles (grec)
  - les cinq membres intellectifs de la vie (copte)

| syriaque     | grec       | latin       | moyen perse |
| ------------ | ---------- | ----------- | ----------- |
| intelligence | Noûs       | mens        | Bam         |
| science      | Ennoia     | sensus      | Manohmed    |
| pensée       | Phronêsis  | prudentia   | Us          |
| réflexion    | Enthumêsis | intellectus | Andeshisn   |
| conscience   | Logismos   | cogitatio   | Parmanag    |

### Les démons
Les démons:
Roi de la ténèbre
- Autres noms :
  - Diable (grec, latin, copte)
  - Satan (arabe)
  - Ahremen (moyen perse, parthe, vieux turc)
  - Shimanu/Shimnu (sogdien, vieux turc)
  - Prince des ténèbres (latin, copte)
  - Grand archonte (grec, latin)
  - Hylê (syriaque, grec)
  - Matière (latin)
  - Mal (latin)

Ashaqlun ou Shaqlun (moyen perse, parthe, sogdien, arabe)
- Autres noms :
  - Saclas (grec, latin, copte)
  - Prince du rut (grec)
  - Lou-yi (chinois)
  - Désir (parthe : Awarzhog)
  - Fils du roi de la ténèbre (commun)

Nebroël ou Namraël
- Autres noms :
  - Concupiscence (= Az : moyen perse, parthe, sogdien)
  - Ye-lo-yang (chinois)
  - Épouse de Saclas (commun)

## Divers
Le manichéisme se répandit dès le IIIe siècle de notre ère à travers le monde romain et au-delà vers l'est, de manière totalement pacifique, des Balkans à la péninsule Arabique, et à travers l'Asie centrale par la route de la soie, jusqu'à la Chine, où il sera toléré quelque temps comme religion pratiquée essentiellement par des populations étrangères. Finalement, il laissa très peu de traces : sauf par ses détracteurs (persécution de Rome de 297 à 313).
Saint Augustin, qui étudie la rhétorique, suit alors l'enseignement du manichéisme pendant quelques années, puis le délaissera. Il est nommé professeur de rhétorique à Milan, avant de se convertir au christianisme. Il critiquera alors férocement le manichéisme.
Au XIXe siècle, le philosophe, occultiste et penseur social Rudolf Steiner parlera de Mani (ou Manès) comme d'un grand initié, dont la tâche principale aurait été de transformer le Mal en Bien.

### Critique augustinienne du manichéisme
Pour saint Augustin, le manichéisme est directement issu du gnosticisme. Il n'y a donc rien de vraiment nouveau dans la secte des manichéens. Saint Augustin a été manichéen à une période de sa vie, il connaît donc assez bien la doctrine de Mani, par différents témoignages et écrits qui ne sont peut-être pas tous parvenus jusqu'à nous. Il a rencontré Fauste de Milève et écrira contre lui le Contre Faustus en 402 environ.
De plus, le gnosticisme est directement en relation avec les religions païennes ou cultes à mystères.
Une critique philosophique brève et riche du manichéisme se trouve dans les Confessions de saint Augustin, livre VII, chapitre 3. L'argument contre les manichéens est le suivant :

« Les manichéens posent deux substances opposées, le Bien et le Mal, et les font se combattre. Or, si Dieu est incorruptible (au sens métaphysique du terme, pur de tout mélange, et incapable d'être mêlé à une autre substance), le Mal n'a aucun moyen de le combattre. Donc, soit les Manichéens conçoivent que Dieu est imparfait (ce qui va contre la définition de Dieu), soit Dieu est bien incorruptible pour les manichéens, mais il a alors engagé de lui-même un combat gagné d'avance contre le Mal. Que Dieu soit l'auteur d'une agression gratuite est aussi inacceptable que son imperfection. La conclusion est que le manichéisme est inapte à donner une bonne conception de Dieu. »

Pourtant cette critique si elle porte pour le manichéisme ne touche en rien l'enseignement premier de Mani qui ne parle ni de Bien ni de Mal et qui nous enseigne que, justement parce qu'il est incorruptible, Dieu laisse à l'homme lui-même la responsabilité et la gestion de l'univers où Bien et Mal n'ont plus de sens en eux-mêmes car ils sont étroitement mêlés en tout et partout.
Cet argument de saint Augustin a été repris par Nimfridius.

## Publications

### Anthologies
- anthologie en anglais : Mary Boyce, A Reader in Manichaean Middle Persian and Parthian, Téhéran et Liège, Bibliothèque Pahlavi, 1975, 196 p. ; rééd. Peeters, coll. Acta Iranica, 1978, 196 p.

### Ouvrages de Mani: le canon
Neuf œuvres, en araméen oriental : Shâbuhragân, Évangile vivant, Trésor de la vie, Mystères, Légendes (Pragmateia), Image, Géants, Lettres, Livre des psaumes et prières.
- Shâbuhragân, en pehlevi (moyen-perse), édi. et trad. D. N. McKenzie, « Mani's Shabuhrâgân », BSOAS (Bulletin of the School of Oriental and African Studies), vol. 42, 1979, p. 500-534 ; vol. 43, 1980, p. 288-310. Première œuvre de Mani, dédiée à l'empereur sassanide de Perse Shâbuhr Ier (241-272).
- Pragmateia (Livre des légendes) : cf. Théodore Bar Koni, Livre des scolies (792), IX, trad. R. Hespel, Peeters, 1981, 305 p.
- Géants, en syriaque. Édi. par Walter Bruno Henning, « The Book of the Giants », BSOAS, vol. 11, no 1, 1943, p. 52-74. Liste de prophètes (Seth, Zoroastre, le Bouddha, Jésus).
- Livre des psaumes et prières. Trad. an. Gnostic Society Library

### Textes de manichéens
- Codex manichéen de Cologne (Sur la naissance de son corps), en grec (déb. Ve siècle). The Cologne Mani Codex (P. Colon. inv. nr. 4780) « Concerning the Origin of His Body », Edited and translated by Ron Cameron and Arthur J. Dewey, Society of Biblical Literature Texts and Translations, Series 15, Missoula, MT: Scholars Press, 1979. Compilation de témoignages dont certains remontent à Mani.
- Homélies coptes. Éd. et trad. all. Hans Jakob Polotsky, Manichäische Homilien, Stuttgart, 1934, XX-117 p.
- Kephalaia (Sommaires, Chapitres), en copte, éd. I. Ibscher et A. Böhlig, Stuttgart, 1935-1940, 2e éd. 1966, 2 t. Trad. an. Iain Gardner, The Kephalaia of the Teacher, Leyde, Brill, 1995, 307 p.  Somme théologique du manichéisme.
- Un traité manichéen retrouvé en Chine (traité Chavannes-Pelliot), éd. E. Chavannes et P. Pelliot, Journal asiatique, vol. 18, nov.-déc. 1911, p. 499-617 ; vol. 20, 1913, p. 99-392 ; Imprimerie nationale, 1912-1913, 360 p.
- Compendium chinois (Compendium des doctrines et règles de la religion du bouddha de lumière, Mâni, 731), trad. Nahal Tajadod : Mani, le Bouddha de Lumière. Catéchisme manichéen chinois, Cerf, 1990, 362 p. Catéchisme manichéen.
- Psaumes des errants. Écrits manichéens du Fayyûm, en copte, trad. André Villey, Cerf, coll. Sources gnostiques et manichéennes, 1994, 527 p. 38 psaumes écrits en grec à l'origine, vers 300, découverts vers 1930.

#### Individus
- Mani
- Augustin
- Didyme l'Aveugle, Hegemonios
- Plotin
- Leucius Charinus
- Fauste de Milève
- Sergius-Tychicus (en) (Astati)
- Ibn al-Rawandi

#### Textes et images
- Codex Mani de Cologne
- Psautier manichéen
- Évangile de Mani
- Le Trésor de la vie (en)
- Les Pragmateia (en)
- Arzhang
- Shabuhragan (Livre Shapour)
- Épitre fondamentale (en) ou Lettre de fondation
- Psaume de Thomas (en)
- Livre des Géants
- Diagramme manichéen de l'univers
- Kitab-al-Fihrist
- Sermon sur l'enseignement du salut de Mani
- Édit de Dioclétien contre les Manichéens (de)

#### En français
- Émission « Les Racines du Ciel » du 16 septembre 2012 consacrée à Mani et au manichéisme sur France Culture (Frédéric Lenoir, Leili Anvar, François Favre).

#### En anglais
- The Gnostic Society Library - Manichaean writings.
- Manichaeism - J.P. Asmusen, professeur de littérature, 2001.
- Manichaeism, Skepticism, and Fideism in Lord Byron's Cain.
- Manichaeism - Catholic encyclopedia (J.P. Arendzen).